# Meduses al litoral català

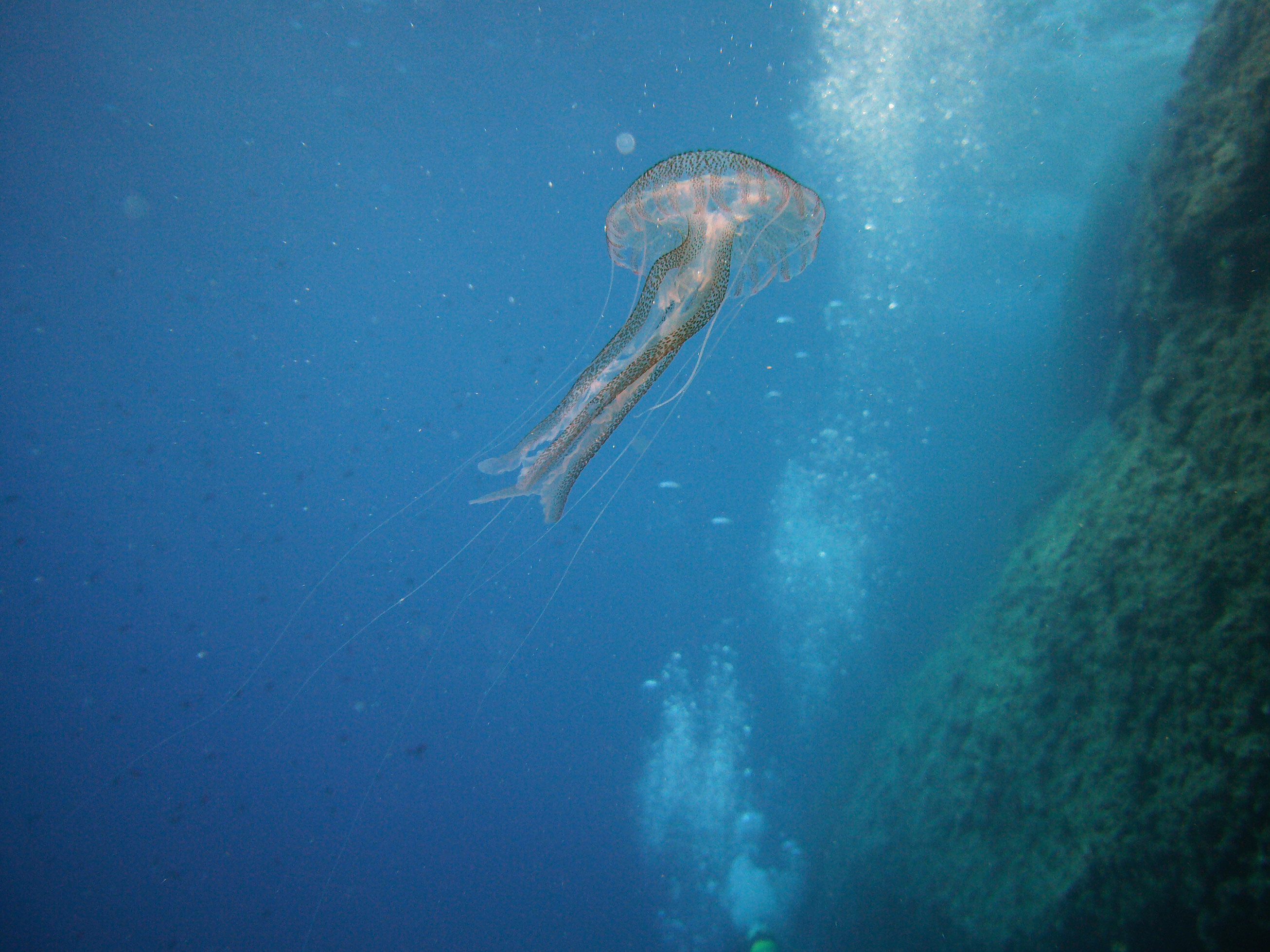
Imatge de la Pelagia noctiluca, molt freqüent a les costes catalanes

Les meduses són uns animals invertebrats que pertanyen al grup dels cnidaris. Normalment depenen dels corrents marins o dels corrents d'aire per desplaçar-se, ja que tenen dificultats per controlar el seu moviment. A les platges catalanes és habitual que s'observin meduses en qualsevol punt de la costa i és més freqüent observar-les en el període de maig a setembre.

## Arribada de meduses a la costa
Les meduses que trobem a les platges catalanes procedeixen de mar obert, on formen eixams que poden ser de grans dimensions. Tan sols una petita part d'aquests eixams són desplaçats pels vents i corrents superficials des de mar obert fins a les costes. La presència de meduses a la costa és molt freqüent durant els mesos d'estiu a conseqüència de les brises, encara que pot donar-se durant tot l'any.
Durant l'estiu, les aigües costaneres són més càlides que a l'hivern i tenen una temperatura molt similar a les de mar obert. Quan els corrents i els vents arrosseguen masses d'aigua oceàniques cap a la costa, aquestes es barregen fàcilment amb les aigües costaneres i això fa que les meduses puguin arribar a línia de costa amb més facilitat.
S'acostuma a pensar que els anys amb primaveres i hiverns plujosos afavoreixen que les aigües costaneres siguin més fresques que altres anys a començaments de l'estiu, amb la qual cosa la barreja de masses d'aigua oceàniques i costaneres no es veu tant afavorida i, per tant, es crea una certa barrera que dificulta l'entrada de meduses a línia de costa. Alguns estudis més recents, però, posen en dubte aquesta teoria tan estesa.
La majoria dels contactes amb meduses durant el bany són accidentals. Moltes de les picades es produeixen amb exemplars morts o restes de tentacles, ja que la capacitat tòxica persisteix bastant temps després de la mort de la medusa. Mentre que en altres mars del món es troben espècies, sobretot del grup de les Cubomeduses, que poden produir lesions molt greus i fins i tot la mort, la simptomatologia associada al contacte amb les meduses del nostre litoral no sol ser molt severa.

## Proliferació de meduses
Diversos són els factors que poden explicar l'augment de meduses els darrers anys al litoral català i, de fet, a tota la Mediterrània en general.

### Acidificació del Mediterrani

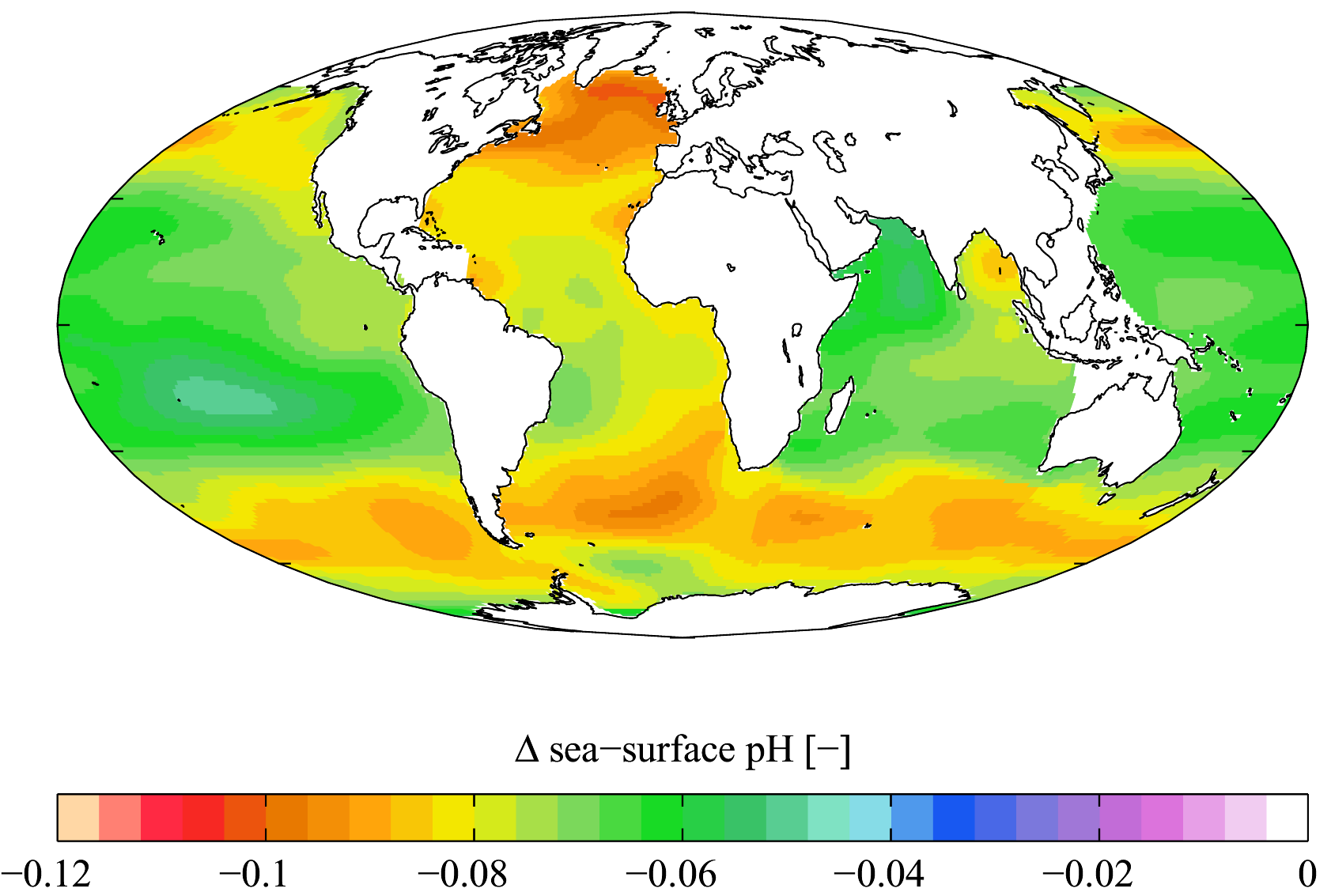
Canvi del pH en la superfície del mar causada pel CO₂ entre els anys 1700 i 1990

Un d'aquests factors es basa en l'acidificació del Mediterrani, és a dir la disminució del pH dels oceans provocada per les emissions de diòxid de carboni a l'atmosfera. Segons els estudis duts a terme pel MedSea (European Mediterranean Sea Acidification), l'aciditat de l'aigua del Mediterrani ha augmentat de 60% d'ençà dels primers temps de la revolució industrial (1800) i de 10% del 1995 endavant, i ara amenaça d'augmentar de 150% el 2100 d'acord amb l'evolució actual de les emissions de CO₂.
El mar s'acidifica quan l'aigua entra en contacte amb el CO₂ present a l'atmosfera. Es considera que la temperatura terrestre ha augmentat menys que no previst en la darrera dècada perquè una bona part dels excedents de CO₂ han estat absorbits pels oceans, que han actuat com una espècie de coixí. L'acidificació i l'escalfament de les aigües tenen un efecte directe en la producció de fitoplàncton i zooplàncton, el primer esglaó de la cadena alimentària per a peixos i mol·luscos.

### Sobrepesca
L'abús en l'explotació dels recursos pesquers està provocant una disminució molt evident de la biomassa mundial dels peixos. Es pensa que aquesta sobrepesca pot afavorir l'augment de les poblacions de meduses. Un dels motius més clars en el qual se sustenta aquesta teoria diu que les meduses competeixen amb els peixos per l'aliment, principalment petits crustacis com els copèpodes. Si els peixos disminueixen a causa de la pesca, queda més menjar disponible per a alimentar les meduses.

### Eliminació dels predadors naturals
Derivat d'aquesta mateixa sobrepesca, així com la utilització de tècniques de captura indiscriminada, trobem un altre factor important com és la disminució del nombre de predadors naturals de les meduses, com ara les tortugues o les tonyines. Les meduses són un dels principals components de la dieta de les tortugues marines, però l'ús d'arts de pesca com ara els palangres ocasiona un greu impacte en aquests rèptils.

### Altres factors
Altres factors a tenir en compte són l'augment de la temperatura de l'aigua, la presència d'espècies invasores, la contaminació i la intervenció humana, com ara amb la construcció de dics per protegir la sorra de les platges, que serveixen també per proporcionar una llar per a les larves. Diversos investigadors, com els del projecte europeu MedSeA, que estudia l'acidificació i l'impacte de les emissions de CO₂ sobre el Mediterrani, ha detectat un augment en la concentració i densitat en els bancs de meduses fins i tot lluny de la costa, especialment de les espècies Pelagia noctiluca i Velella velella.
Altres estudis, com el del projecte Jellyrisk, assenyalen que les meduses trobades durant l'estiu del 2013 a la costa catalana i valenciana són més grans i abundants que en els darrers tres anys, el qual podria indicar que han tingut un óptim període d'alimentació durant l'hivern. L'ICM ha previst per aquests mateix estiu una de les arribades de meduses més importants a les costes catalanes dels últims quinze anys, d'acord amb les dades recollides durant el mes de juliol i que arriben a multipilicar per sis els registres del 2012.
Aquest augment de la presència de meduses a les costes catalanes ha tingut un cert ressò internacional, els quals posen el punt de mira en la possible pèrdua de turistes a llarg termini si la presència d'aquests animals continua creixent.

## Espècies
En funció de llur presència a les aigües catalanes les podem classificar en: 
- Molt freqüents
- Freqüents
- Poc freqüents
- Molt rares

### Molt freqüents

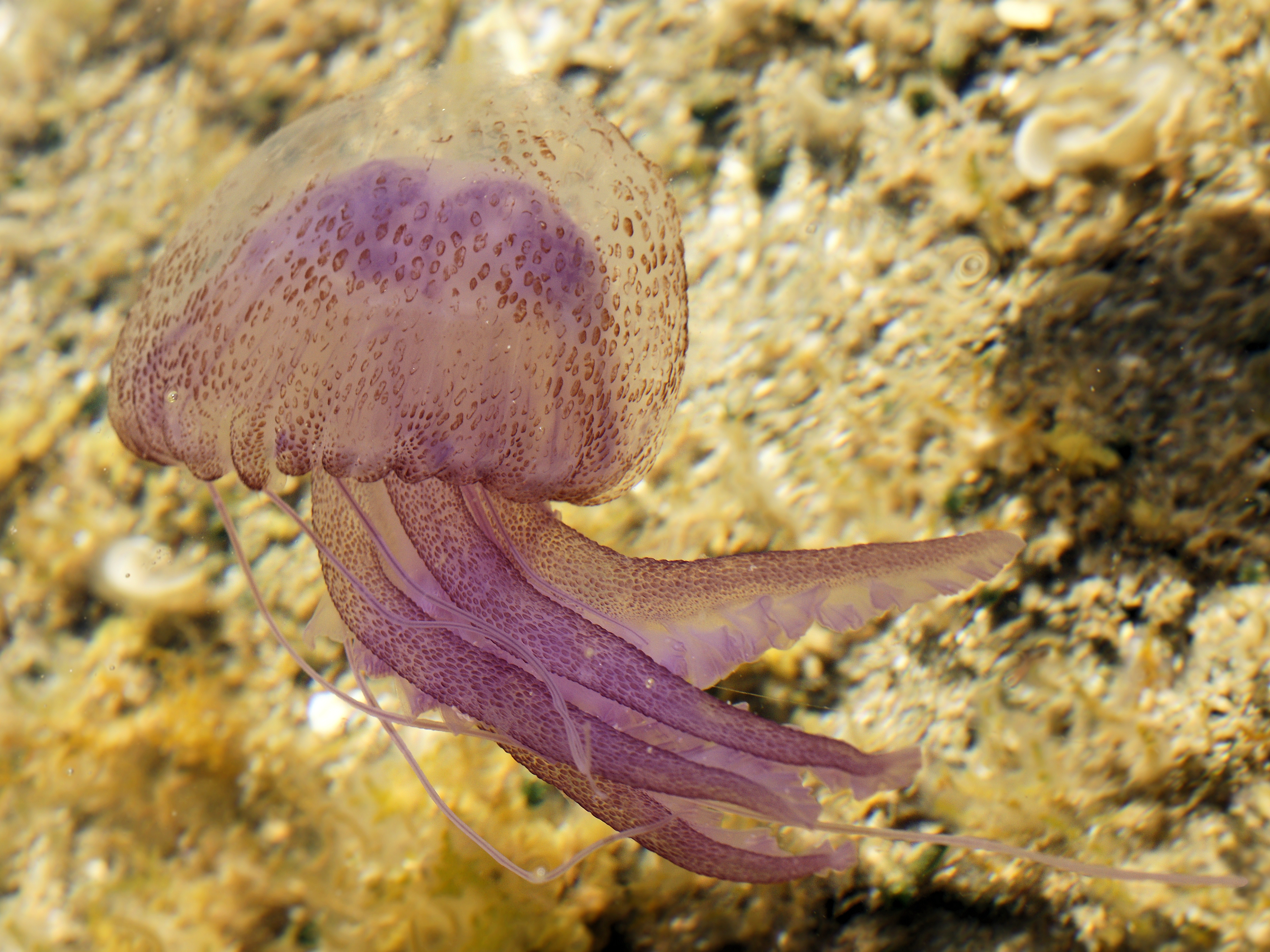
Pelagia noctiluca

- Pelagia noctiluca és la medusa més freqüent a les costes catalanes. És de color rosat vermellós. Té una ombrel·la semiesfèrica, d'entre 5 i 10 centímetres, amb quatre tentacles orals gruixuts i setze tentacles marginals que poden arribar als 2 metres de longitud. Tota la superfície de l'ombrel·la i dels tentacles està coberta de berrugues marrons que allotgen les cèl·lules urticants, responsables de les picades. És de perillositat alta. Pot causar irritacions i coïssor a la pell. L'efecte del verí pot arribar a causar problemes respiratoris, cardiovasculars i dermatològics que poden perdurar durant setmanes. Acostuma a viure en aigües oceàniques molt allunyades de la costa i pot arribar a la costa en grans quantitats, arrossegada pels vents i els corrents marins.

### Freqüents

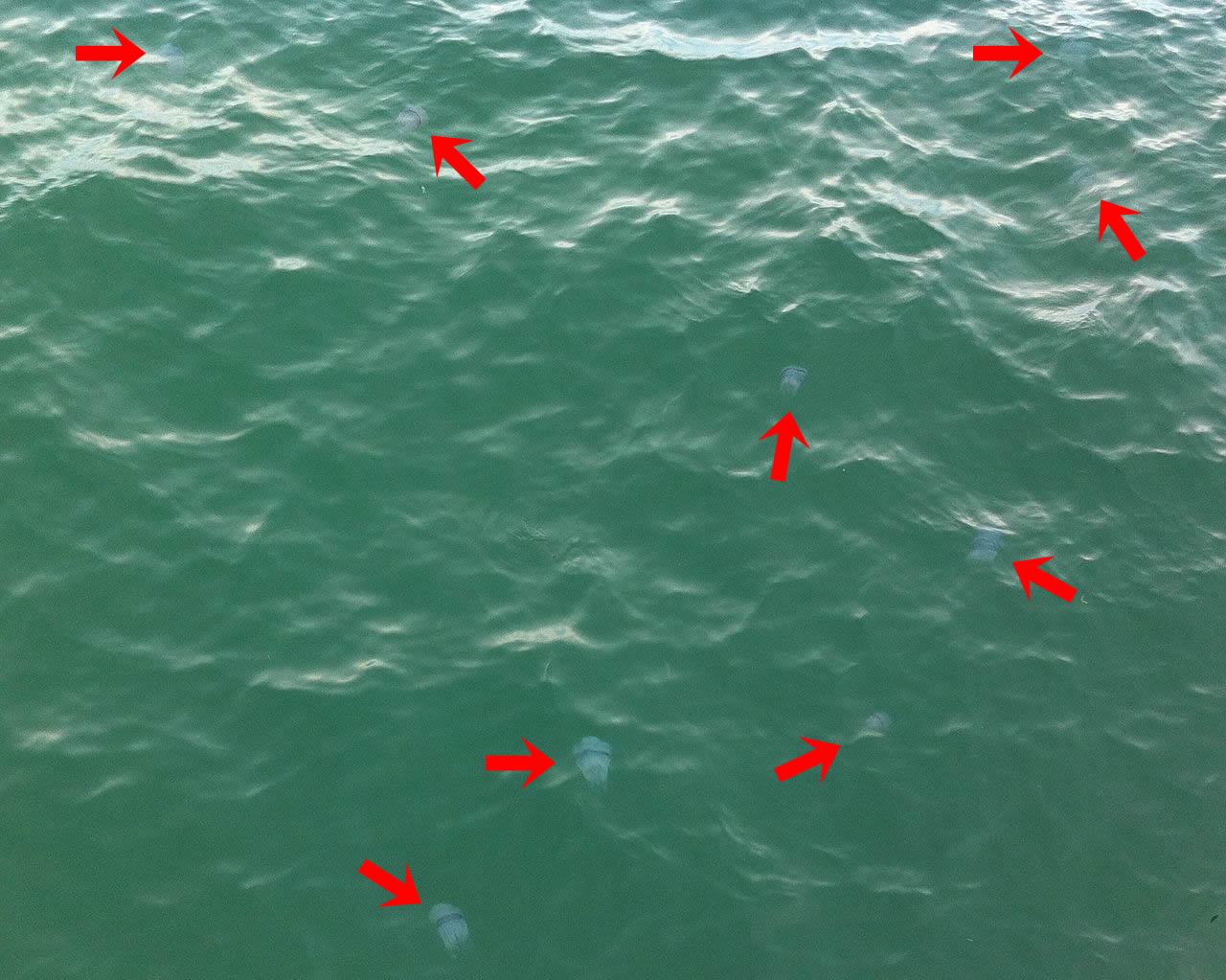
Meduses (Rhizostoma pulmo) observades des del Pont del Petroli, Badalona

- Rhizostoma pulmo, o born blau, és la medusa més perillosa d'entre les freqüents a les costes catalanes. La seva ombrel·la, d'entre 10 i 100 centímetres, és acampanada, de color blanc blavós, i amb uns lòbuls a la vora de color violeta. Disposa de 87 tentacles fusionats formant un manubri blanc-blavós. A la part mitjana del manubri hi ha una mena de corona vorejada per 16 puntes. No posseeix tentacles marginals però sí que en té vuit tentacles orals gruixuts, fusionats i sense ramificacions del mateix color que l'ombrel·la. El contacte amb aquesta medusa és força irritant, però no produeix problemes dermatològics greus. No acostuma a deixar marques considerables, tot i que sol produir una intensa irritació i picor.[15] Sota situacions d'estrès pot arribar a segregar una gelatina que també conté cèl·lules urticants, sent capaç per tant de produir picor tot i que no hagi entrat en contacte directe amb la pell.[16]
- Cotylorhiza tuberculata, també coneguda com a medusa ou ferrat, té forma aplanada amb una gran protuberància central de color taronja. El diàmetre de la seva ombrel·la oscil·la entre els 20 i els 35 centímetres. L'ombrel·la està rodejada per un anell de petits tentacles morats disposats en forma de cercle. Té vuit tentacles orals de tres apèndix amb l'extrem en forma de botó blanc o blau. És una medusa de baixa perillositat, i l'única apta per al consum humà de tot el Mediterrani.[17]
- Aurelia aurita, o born, té una ombrel·la de fins a 25 centímetres en forma de plat. És de color transparent amb taques blavoses. Té quatre tentacles orals fistonats i llargs, i diversos tentacles marginals curts. La seva característica principal són els quatre òrgans reproductors de color violeta en forma de ferradura, visibles a través de l'ombrel·la. És de perillositat baixa.
- Velella velella, o barqueta de Sant Pere, és una de les meduses més petites que podem trobar a les costes catalanes. El seu disc mesura entre 1 i 8 centímetres de diàmetre. El disc és de color blau, rodó o ovalat amb forma de vela. Quan està viva, la vela es troba envoltada d'un teixit tou. A la seva perifèria té un gran anell de pòlips amb forma de tentacles. Durant la primavera, és relativament freqüent que arribin a les platges exemplars de Velella velella en gran nombre, sent típiques de maig a juny, fins al dia de Sant Pere.[18] Les cèl·lules urticants d'aquesta espècie són inofensives per a l'home; és per això que es considera de perillositat baixa.

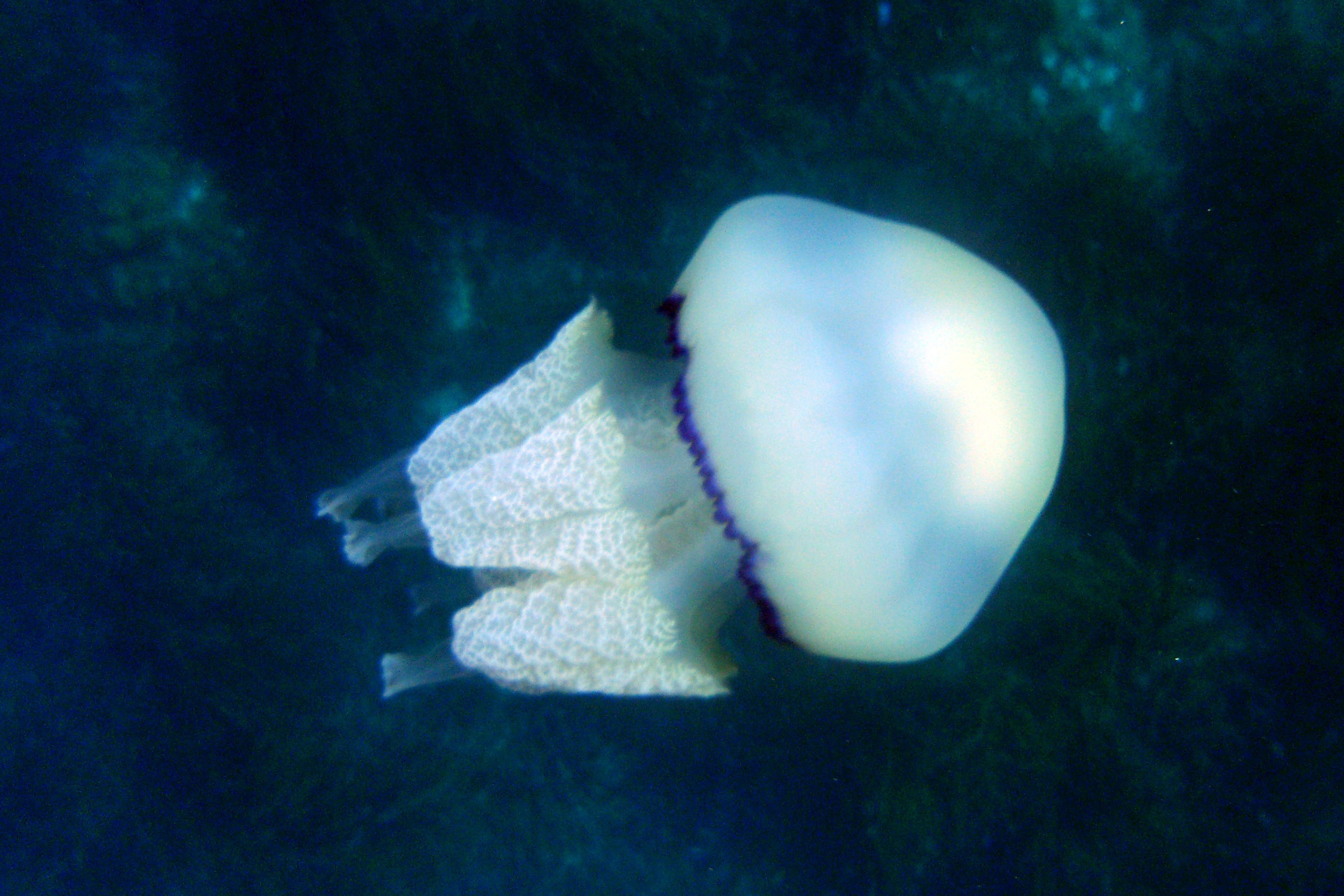
Rhizostoma pulmo
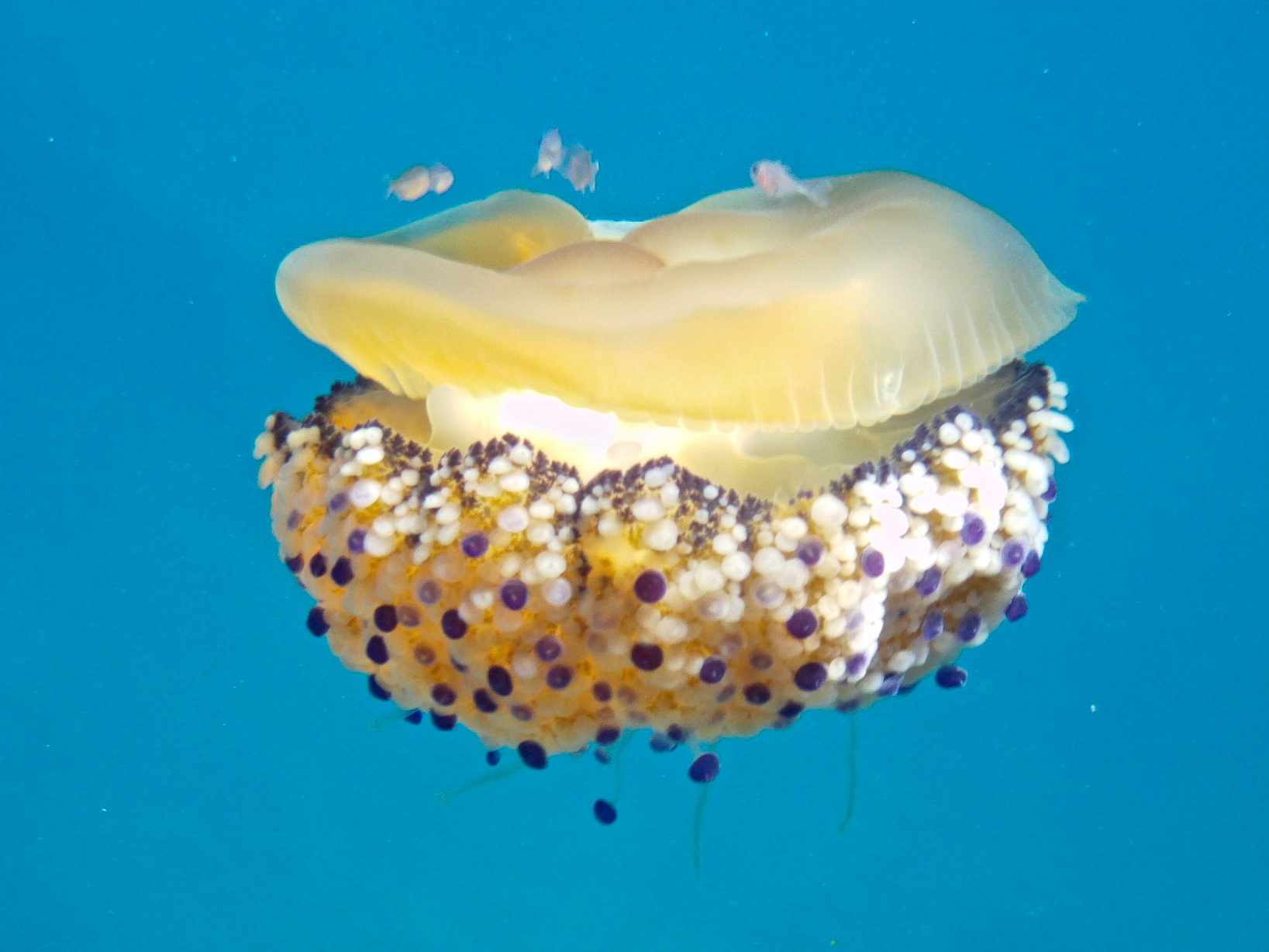
Cotylorhiza tuberculata
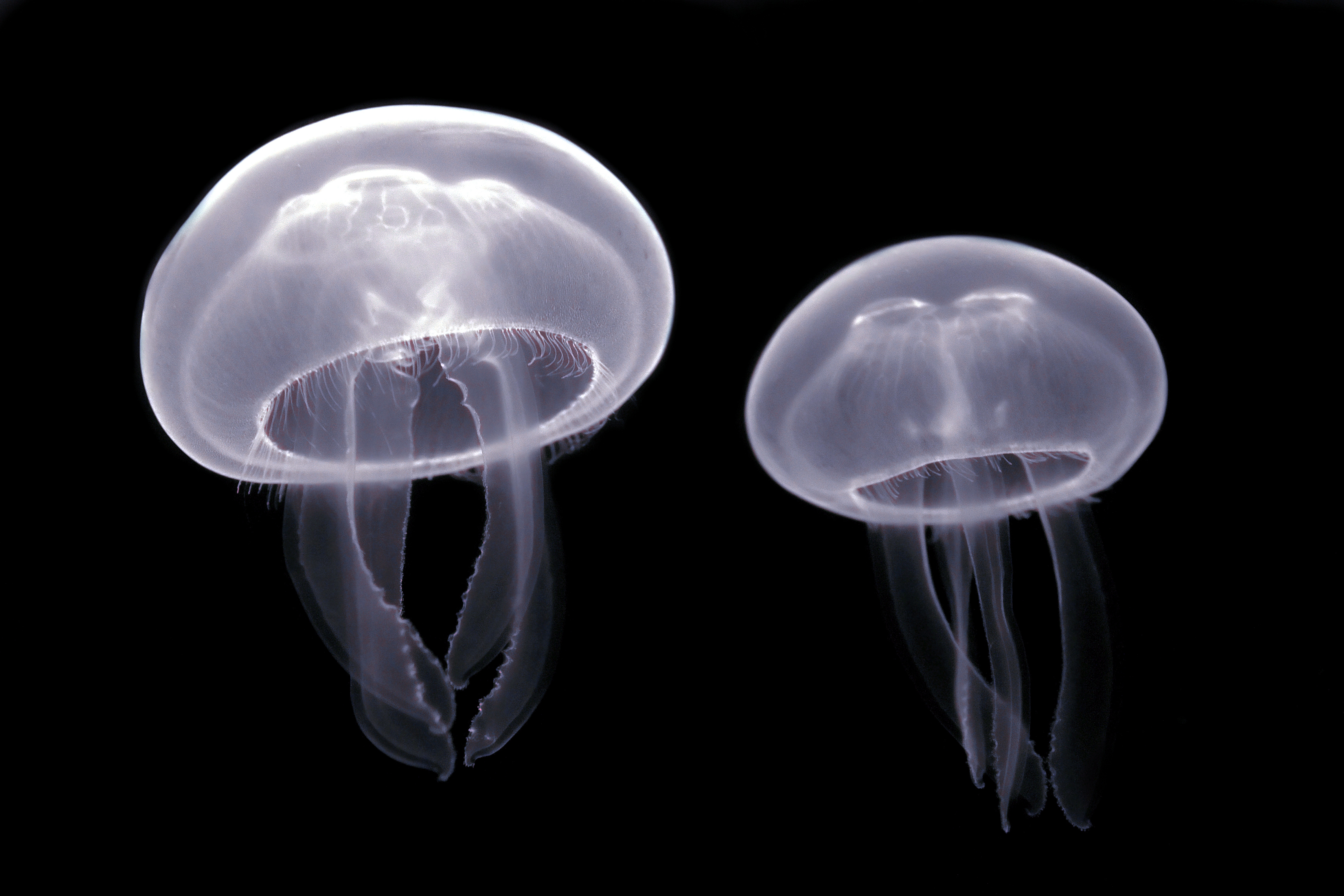
Aurelia aurita
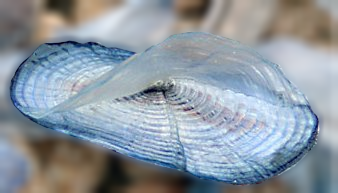
Velella velella

### Poc freqüents
- Chrysaora hysoscella, o born radiat, té una ombrel·la que pot mesurar fins a 30 centímetres de color blanc groguenc amb setze bandes marrons dibuixades. Està envoltada de 24 tentacles marginals i 4 tentacles orals, tots ells llargs. És de perillositat alta.
- Aequorea forskalea té una ombrel·la d'entre 5 i 10 centímetres de diàmetre més densa en el centre. L'ombrel·la és transparent, el qual permet veure els canals radials de color blau. Té nombrosos tentacles marginals molt fins, i no en té cap d'oral. És de perillositat baixa.
- Olindias phosphorica és una espècie d'hidromedusa mediterrània de color transparent, amb quatre gònades radials i amb l'ombrel·la rodejada de petits tentacles color blau o bordeus. Pot arribar a mesurar fins a 8 centímetres de diàmetre i és de perillositat molt alta.

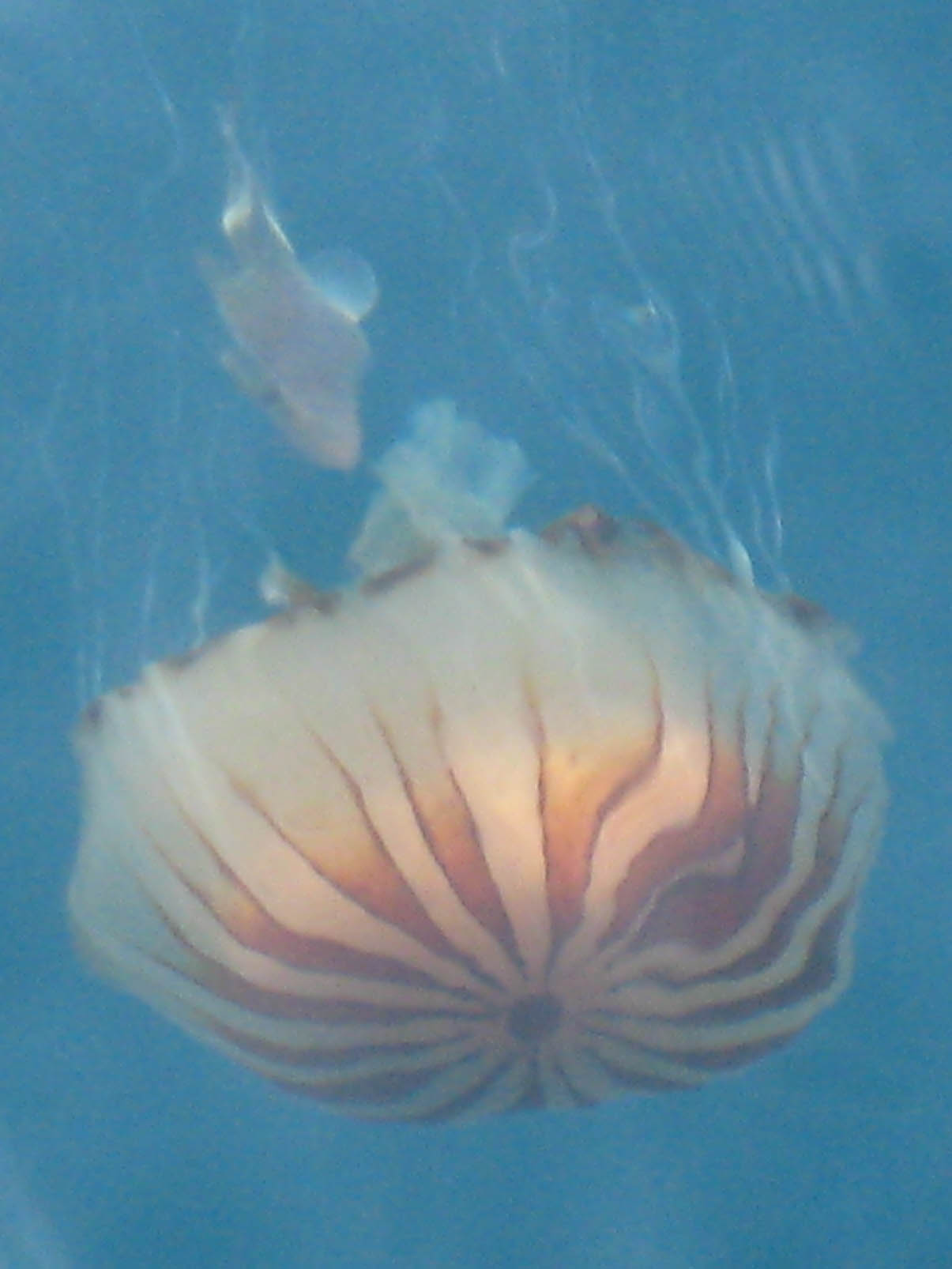
Chrysaora hysoscella
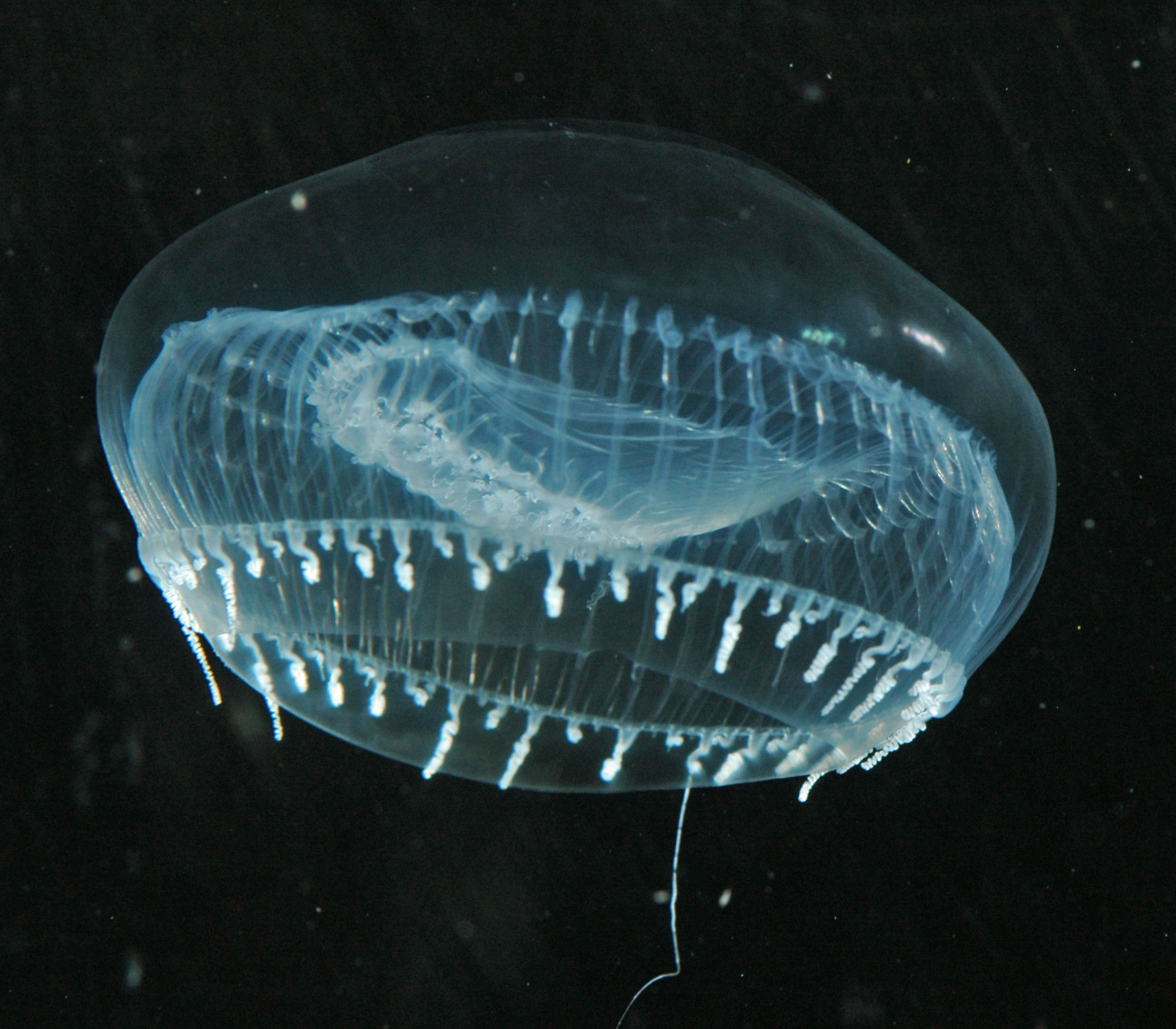
Aequorea forskalea
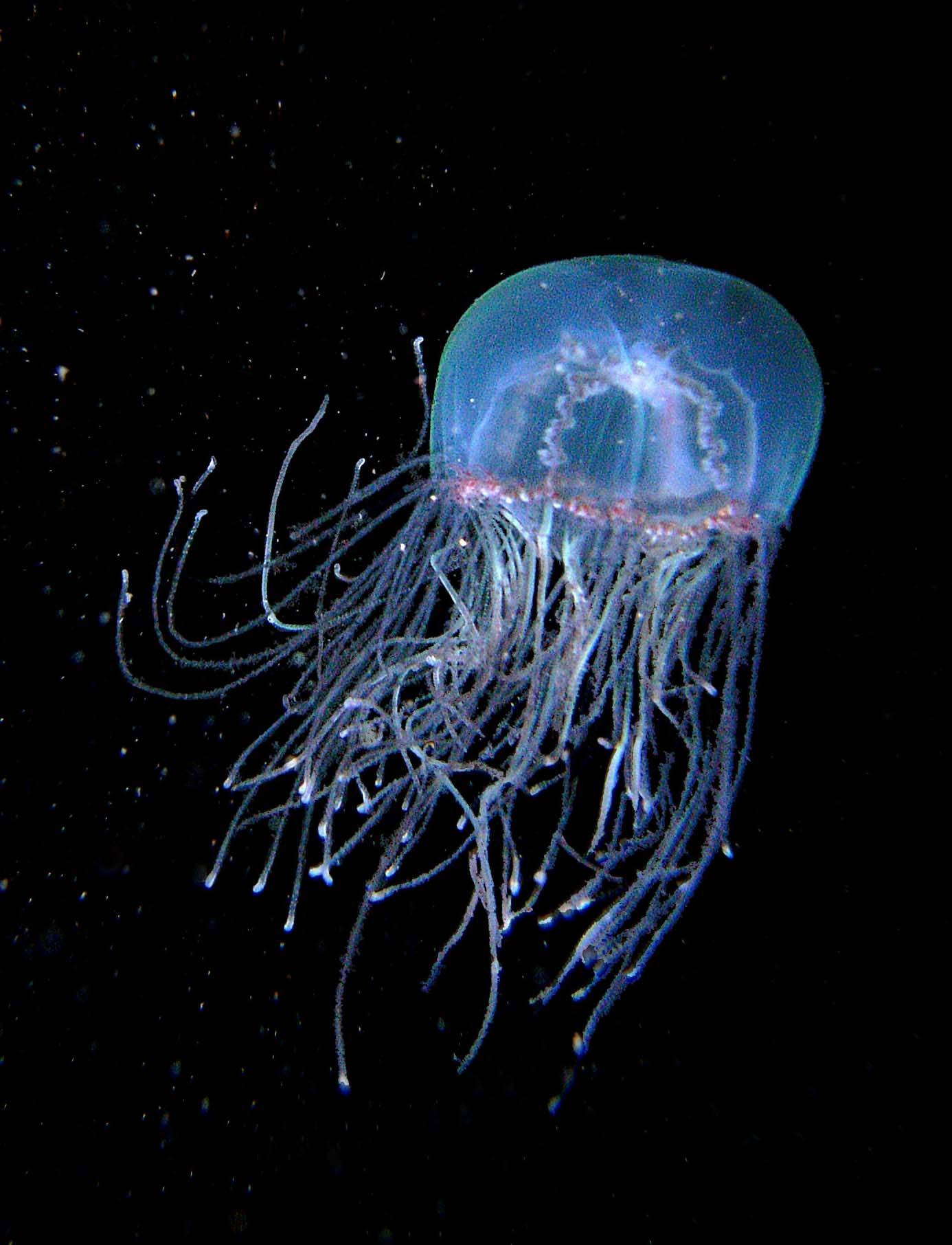
Olindias phosphorica

### Molt rares
- Porpita porpita té un disc que mesura entre 1 i 5 centímetres de diàmetre. És de color blau intens. És molt comuna a les aigües càlides del planeta, especialment a les regions tropicals i subtropicals dels oceans Pacífic, Índic i Atlàntic. És una medusa de perillositat baixa.
- Physalia physalis, o caravel·la portuguesa, una falsa medusa que pot arribar a fer 30 centímetres de llarg i 10 d'ample. La part flotant està constituïda per un flotador amb gas, de transparent amb tonalitats violàcies. Té una cresta o vela a la part superior i una part submergida composta per tentacles fins i llargs que poden arribar als 30 metres. És una espècie considerada de perillositat molt alta. La seva distribució més usual és, igual que la Porpita porpita, als oceans Pacífic, Índic i Atlàntic. Va ser trobada per primera vegada a les costes catalanes l'estiu de 2024, quan va obligar a tancar les platges de Tamarit i a Altafulla al detectar-se la seva presència,[19] tot i que uns anys abans ja se n'havia pogut capturar alguna a les Balears.[20]
- Carybdea marsupialis, o cubomedusa, és una espècie atlàntica de forma cúbica d'uns 5 o 6 centímetres amb quatre tentacles llargs. És de color transparent blavós o blanquinós. Aquesta espècie viu en aigües profundes, al voltant dels 20 metres de profunditat, i és molt improbable trobar-la a les platges. És de perillositat molt alta.

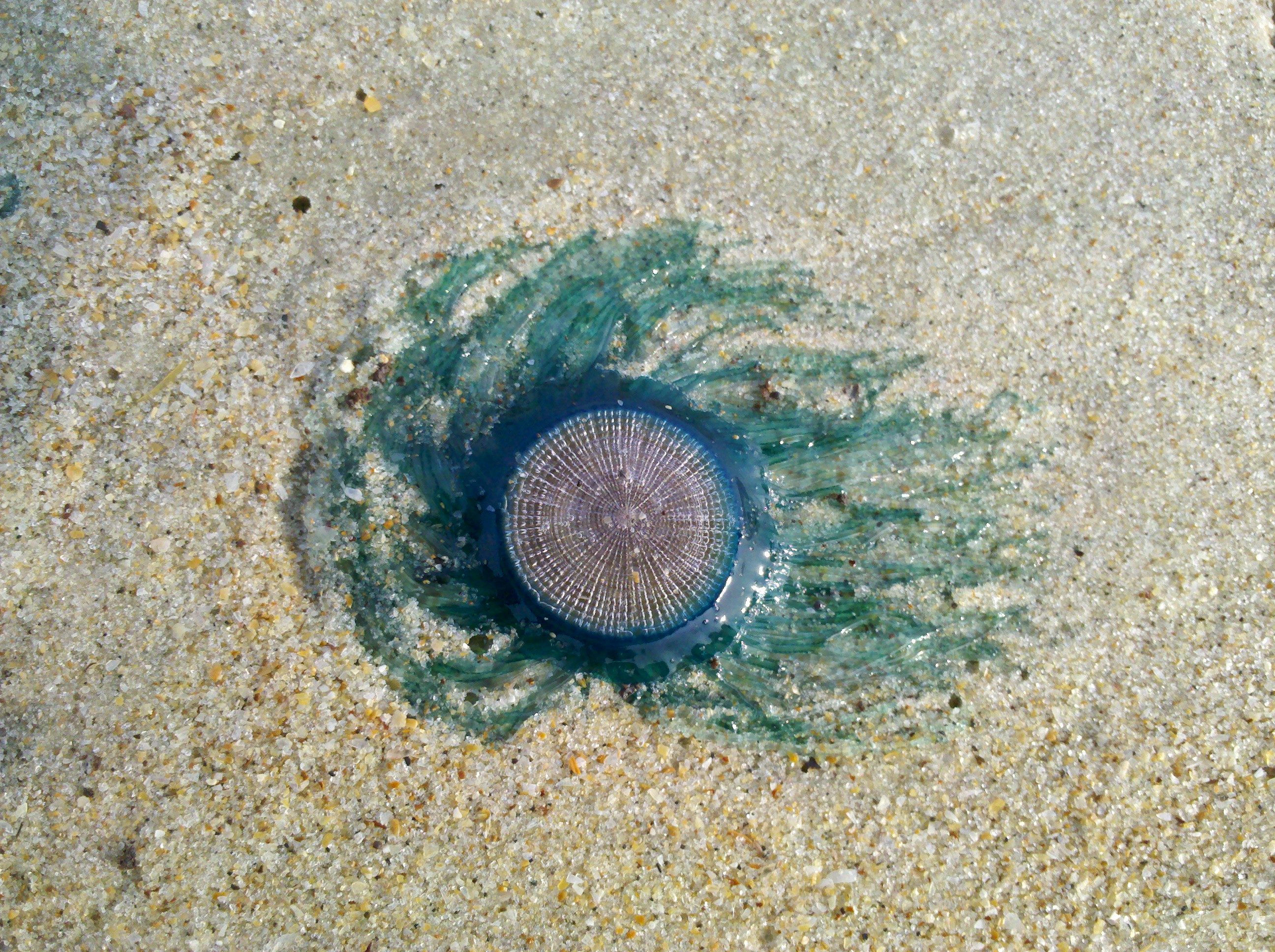
Porpita porpita
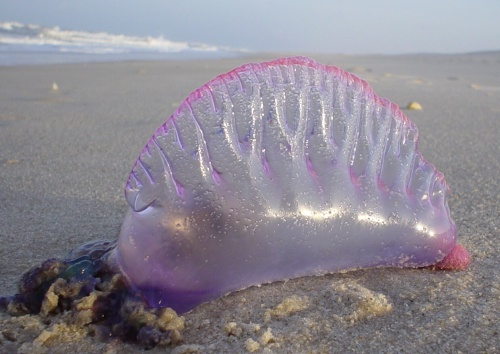
Physalia physalis
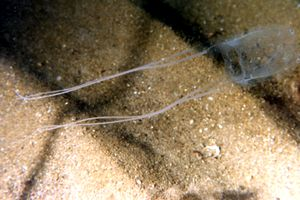
Carybdea marsupialis

### Espècies invasores
- Phyllorhiza punctata és originària del Pacífic Oest, i es troba habitualment des d'Austràlia fins al Japó. Té una ombrel·la semiesfèrica amb lunars blancs distribuïts uniformement. Pot arribar a mesurar 70 centímetres de diàmetre. No té tentacles marginals, però sí 8 tentacles orals gruixuts dicotòmics, amb 14 apèndix fusionats a la base i amb l'extrem en forma de cinta. És de perillositat baixa.
- Mnemiopsis leidyi és habitual de l'Atlàntic. Té forma de bulb i pot arribar a mesurar fins a 12 centímetres de longitud. No té tentacles. És transparent. Presenta vuit fileres lineals de cilis amb iridescència. No és gens perillosa. Va ser detectada per a primera vegada a diverses localitats de la costa catalana el 2009. La població actual queda limitada, però necessita vigilància.[21] Fa part de la llista de les 100 espècies invasores més dolentes d'Europa.[22]

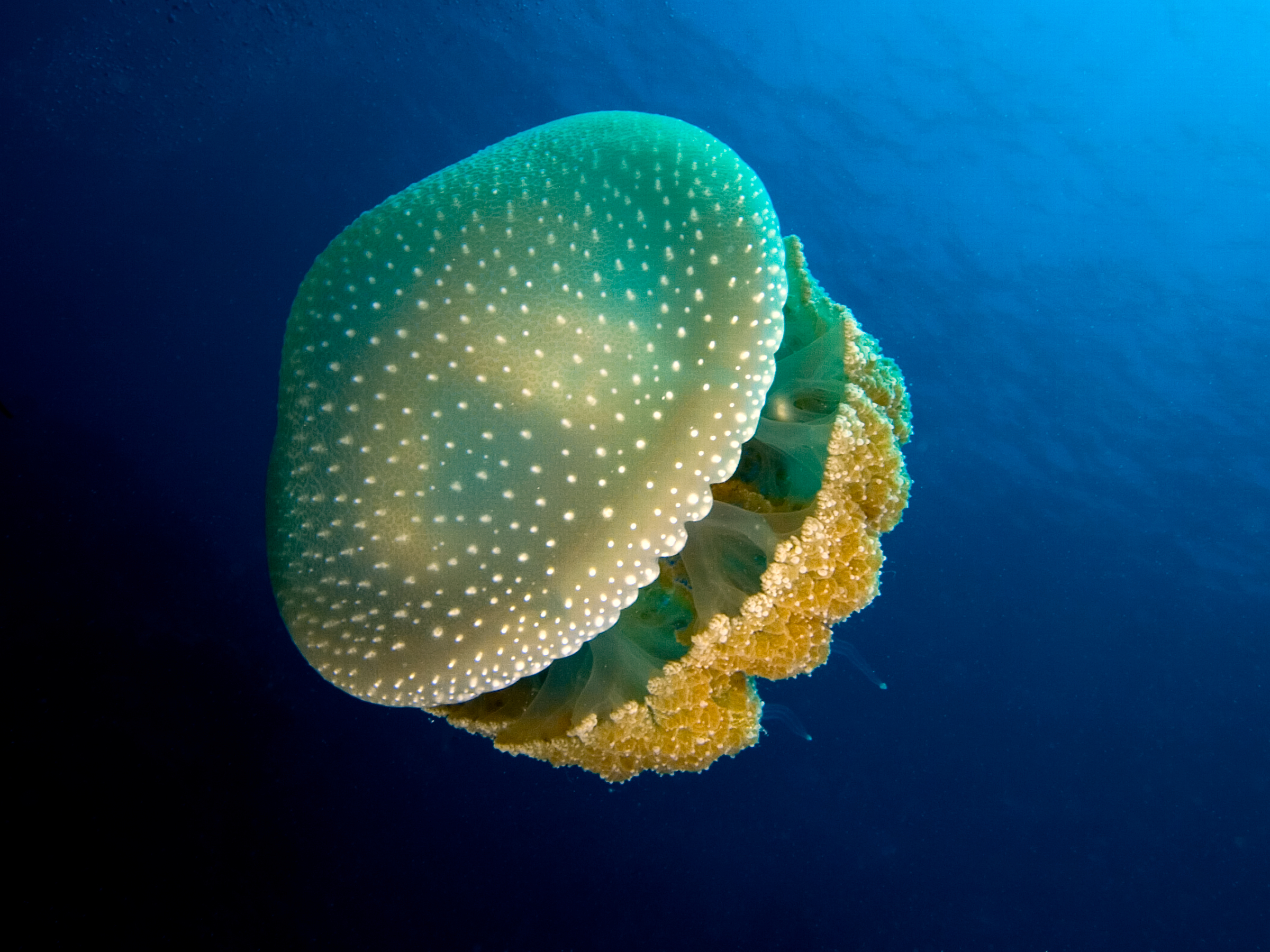
Phyllorhiza punctata
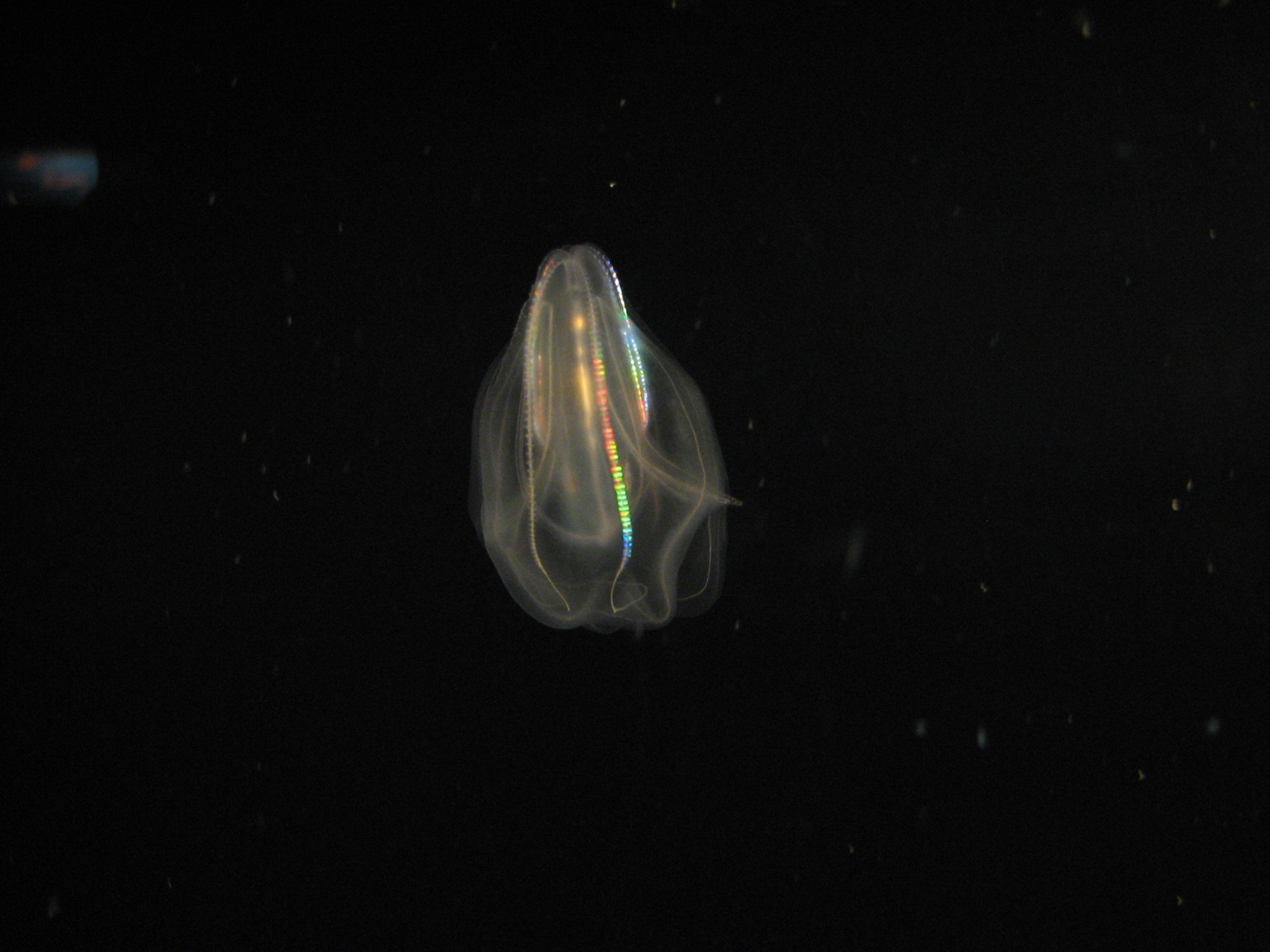
Mnemiopsis leidyi